# Liste der salvadorianischen Botschafter in Chile
Die Botschaft befindet sich in der Calle Coronel 2330 in Providencia.
| Akkreditierung | Botschafter                       | Bemerkungen | ernannt von                | akkreditiert während der Regierung von | Posten verlassen |
| -------------- | --------------------------------- | --- | -------------------------- | -------------------------------------- | ---------------- |
| 1870           | Julio Villafañe                   | | Francisco Dueñas           | José Joaquín Pérez Mascayano           |                  |
| 1875           | Juan José Cañas                   | | Santiago González Portillo | Federico Errázuriz Zañartu             |                  |
| 1889           | Eduardo Poirier Toledo            | | Francisco Menéndez         | José Manuel Balmaceda                  |                  |
| 1901           | Nicolás Aguilar                   | | Tomas Regalado             | Aníbal Zañartu                         |                  |
| 1945           | Joaquín Guillén Rivas             | [ 3 ] | Salvador Castaneda Castro  | Juan Antonio Ríos Morales              |                  |
| 1950           | Alberto Montiel Villacorta        | [ 4 ] | Óscar Osorio Hernández     | Alfredo Duhalde                        |                  |
| 1953           | Hugo Lindo                        | Geschäftsträger (* 13. Oktober 1917 in Puerto La Unión Centroamericana; † 9. September 1985 in San Salvador) 1959–1960: Botschafter in Bogota, 1961: Bildungsminister, 1969–1972: Botschafter in Madrid und Kairo | Óscar Osorio Hernández     | Carlos Ibáñez del Campo                |                  |
| 26. Sep. 1957  | Hugo Lindo                        | [ 6 ] | José María Lemus López     | Carlos Ibáñez del Campo                |                  |
| 1960           | Francisco Lino Osegueda Rodríguez | | Miguel Ángel Castillo      | Jorge Alessandri Rodríguez             |                  |
| 1962           | Héctor Palomo Salazar             | | Eusebio Rodolfo Cordón Cea | Jorge Alessandri Rodríguez             |                  |
| 1969           | Armando Peña Quezada              | | Fidel Sánchez Hernández    | Eduardo Frei Montalva                  |                  |
| 1972           | José Mixco Fischnaler             | 1971: Botschafter in Asunción | Arturo Armando Molina      | Salvador Allende Gossens               |                  |
| 1978           | Germán Guzmán Albergue            | | Carlos Humberto Romero     | Augusto Pinochet                       |                  |
| 1980           | Carlos Humberto Figueroa          | | José Napoleón Duarte       | Augusto Pinochet                       |                  |
| 1981           | Francisco Bertrand Galindo        | | José Napoleón Duarte       | Augusto Pinochet                       |                  |
| 1985           | José Horacio Trujillo             | | José Napoleón Duarte       | Augusto Pinochet                       |                  |
| 1988           | Jaime Alberto López Nuila         | | José Napoleón Duarte       | Augusto Pinochet                       |                  |
| 1990           | Napoleón Diaz Nuila               | | Alfredo Cristiani Burkard  | Patricio Aylwin Azócar                 |                  |
| 1995           | Hugo Carrillo Corleto             | | Armando Calderón Sol       | Eduardo Frei Ruiz-Tagle                |                  |
| 2000           | Mario José Ignacio Ávila Romero   | | Francisco Flores Pérez     | Ricardo Lagos Escobar                  |                  |
| 2005           | Aida Elena Minero Reyes           | | Antonio Saca               | Ricardo Lagos Escobar                  |                  |